# Vilhelm Topsøe
Vilhelm Christian Sigurd Topsøe (5. oktober 1840 i Skælskør – 11. juli 1881) var en dansk forfatter og journalist.
Han blev født i Skælskør den 5. oktober 1840 som søn af herredsfoged Søren Christian Topsøe og Sigrid Christine Gudrun, født Thorgrimsen. Han døde i Skodsborg den 11. juli 1881 af difteritis, og ligger begravet på Assistens Kirkegård i København. 
Efter skolegang på Roskilde Katedralskole kom Topsøe i 1852 på Metropolitanskolen i København, hvor han blev student i 1859. Derefter blev han cand.jur. i 1865. Som student var han aktiv i bl.a. Studenterforeningen som senior. Under pseudonymet Xox skrev han i Dagbladet nogle satiriske "Familiekarakteristikker", der senere kom i bogform, Skizzer af Xox (1863). 

## Journalistik
Vilhelm Topsøe blev fast tilknyttet Dagbladet, bl.a. som rigsdagsreferent, og var avisens redaktør fra 1872 til sin død. Dagbladet var organ for det nationalliberale Højre, men dette afskar ikke Topsøe fra at være tilhænger af fremskridt og sociale reformer. I 1860'erne udgav han nogle politiske småskrifter. Af Brandes-kredsen blev han dog regnet for konservativ og blev ikke anset for at tilhøre "det moderne gennembruds mænd" (Georg Brandes inddrog ham ikke i sin bog med denne titel). Topsøes rejser i Europa og Amerika gav sig udslag i et par rejsebøger, Fra Schweiz og Frankrig (1871) og Fra Amerika (1872). Nogle af hans artikler blev samlet i bogen Politiske Portraitstudier (1878). 

## Romaner og noveller
Topsøes skønlitterære forfatterskab var anonymt, dvs. uden angivelse af forfatternavn. Stilen er realistisk, undertiden med et satirisk anstrøg. I 1867 var udkommet novellesamlingen I Solskin. Livsanskuelser. To Fortællinger. Hovedværket er romanen Jason med det gyldne Skind (1875), der fulgtes af endnu en roman Nutidsbilleder (1878). Året efter kom novellesamlingen Fra Studiebogen (1879). 
Et skuespil af Topsøe, Umyndige i Kjærlighed, blev opført på Det Kgl. Teater i 1881 efter hans død (i bogform 1892). Posthumt udkom i 1882 romanfragmentet Slagne Folk (trykt i Illustreret Tidende). Topsøes Samlede Fortællinger 1-3 udkom i 1891, og i 1923 blev hans Udvalgte Skrifter 1-2 udgivet af Vilh. Andersen og H. Topsøe-Jensen.